# 1315 pr. n. št.

## Smrti
- Pijaššili, hetitski kralj Karkemiša (* ni znano)